# Buff (Spirituose)

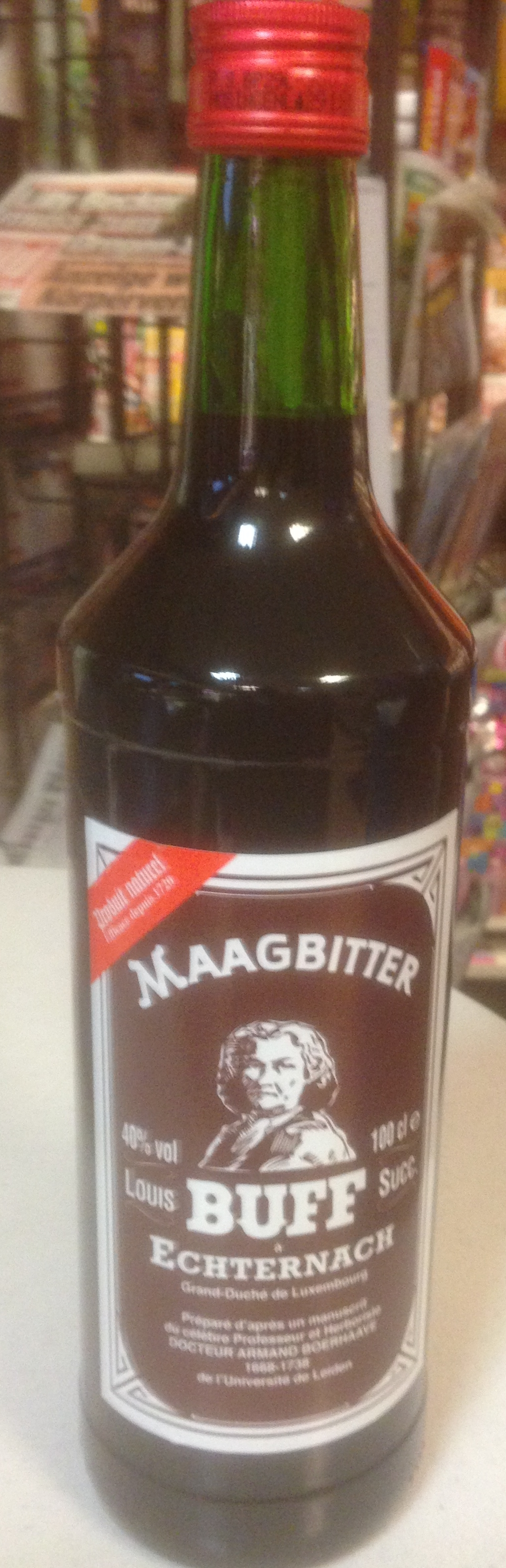
Der Luxemburger Buff

Buff ist eine Spirituose, die als regionale Spezialität in Luxemburg sowie der Grenzregion des Saarland und Rheinland-Pfalz (Südeifel) in der Regel als Verdauungsschnaps getrunken wird. Im Gegensatz zu anderen Magenbittern enthält er sehr wenig Zucker oder Süßungsmittel. Das heißt, der Buff ist im wahrsten Sinne des Wortes ein Magenbitter.

## Geschichte
Die Rezeptur des Getränkes, dessen Grundlage neben Alkohol 15 exotische Kräuter bilden, geht angeblich auf Herman Boerhaave zurück. Dieser war zu Lebzeiten und auch über seinen Tod hinaus wegen seiner außerordentlichen Verdienste um die Arzneiwissenschaften europaweit eine Berühmtheit. In einem Interview des SR führt der heutige Firmeninhaber aus, Boerhaave sei nicht der beste Geschäftsmann gewesen und habe daher seine Rezeptur für eine seiner Arzneien an einen Landsmann verkauft. 1847 sei ein Nachfahre des Käufers, Friedrich-Wilhelm-Ludwig Buff, im Rahmen seiner Militärlaufbahn aus den Niederlanden nach Ettelbrück und später Echternach als Hauptmann versetzt worden. Nach dem Ende seines Militärdienstes begann dieser um 1876 dort mit der Herstellung eines Getränkes namens Maag-Elixir van Doctor Boerhave nach dem besagten Familienrezept. Dies war als Arzneimittel gedacht.

„Boerhave's Magen-Elixir, einzig und allein fabricirt von Ludwig BUFF in Echternach, erfunden von dem altberühmten Holländischen Arzte Dr. Boerhave, empfohlen durch verschiedene berühmte Ärzte, wirkt stärkend, erwärmend und beruhigend auf Magen und Unterleib und dient als Präservativ gegen Cholera, Cholerine etc. In Diekirch zu haben bei HH. Müller, Schenkwirth; Theato-Henckes, Gastwirth; Reckinger, Gastwirth; Diederich-Ridel, Schenkwirth“

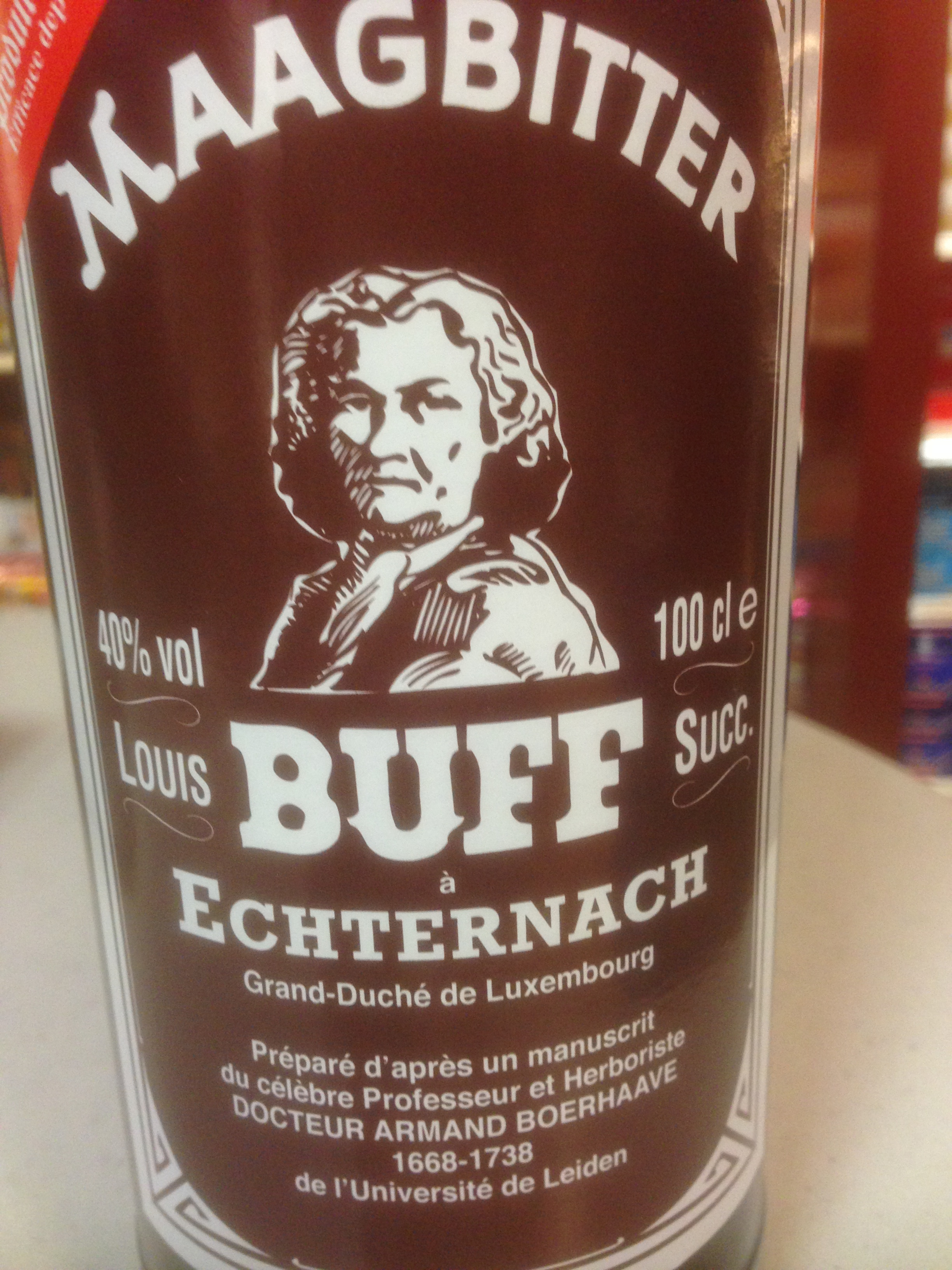
Etikett mit Porträt von Herman Boerhaave

Die einheimische Bevölkerung kürzte den komplexen Namen der Einfachheit halber mit dem Familiennamen des Herstellers Buff ab. Diese Bezeichnung etablierte sich. 1887 gingen die Rechte an Herstellung und Verkauf an den aus Niederschlesien stammenden Echternacher Spirituosenhändlers Paul Ossyra über. Das Getränk firmierte nun schon unter den Namen Maagbitter Buff und wurde schon nicht mehr als reine Arznei vertrieben. Ossyra ließ sich das Rezept als auch das von ihm gestaltete Etikette mit der verkaufsfördernden Erwähnung des legendären Mediziners Boerhaave patentieren. Dieses Porträt ziert bis heute jede Flasche des Magenbitters. 1932 gingen dann die Rechte an die Familie Pitz-Schweitzer in Hosingen über. Diese stellt den Magenbitter bis heute dort her, auch wenn er immer noch als Getränk aus Echternach (Buff a Echternacher, deutsch: Buff aus Echternach) beworben wird.

## Herstellung
Die Eigentümerfamilie modernisierte und automatisierte die Herstellung seit den 1930er. Reiner Industriealkohol wird mit Wasser
auf die Trinkstärke von 40 % Vol. verdünnt, um dann auf 15 exotischen Kräutern wie Kolombowurzel aufgesetzt zu werden. Nach 14 Tagen wird der Alkohol abgezogen. Der zurückbleibende Kräuterkuchen wird dann sorgsam ausgepresst. Die gewonnene Essenz wird gefiltert und dem Magenbitter beigefügt. Da mit Naturzutaten gearbeitet wird, variiert die Intensität der Bitterstoffe leicht von Jahr zu Jahr. Diesem wird durch behutsame Zugabe von Zucker und Glucose entgegengewirkt. Dennoch lassen sich leichte Schwankungen im Geschmack nicht vermeiden – so der Firmeneigner in einem Interview des Saarländischen Rundfunkes aus dem Jahr 2017. Die genaue Zusammensetzung wird von den Eigentümern nicht bekannt gegeben.

### Darreichung und Geschmack
Wird der Magenbitter als Aperitif gereicht, wird er mit Mineralwasser verdünnt serviert. Wegen des intensiven Aromas, wird gelegentlich auch Fruchtsirup hinzugefügt. Als Digestif wird er meist pur oder auf Eis getrunken. Da vergleichsweise wenig Zucker beziehungsweise Glucose dem Magenbitter beigesetzt ist, scheiden sich die Geister. Liebhaber schätzen das intensive Aroma.

„...für die anderen schmeckt er nach Schlacke aus dem Minett, dem Bergarbeiterrevier in Luxemburgs Süden.“

### Wirkung
In Luxemburg hält sich die Floskel Buff verdreift de Suff (auf Deutsch in etwa Buff vertreibt den Kater). Ihm wird neben der verdauungsfördernden Wirkung nach dem Essen auch Hilfe bei Koliken und Regelschmerzen nachgesagt. Wie weit die Bitterstoffe und Essenzen von Kräuterlikören generell auf die Verdauung wirken, ist nach wie vor vielfach nur Vermutung.